# L'Argentière-la-Bessée
Pour les articles homonymes, voir Argentière (homonymie).
Ne doit pas être confondu avec Largentière.
L'Argentière-la-Bessée est une commune française située dans le département des Hautes-Alpes, en région Provence-Alpes-Côte d'Azur.
Ses habitants sont appelés les Argentiérois.

## Géographie

### Localisation
L'Argentière-la-Bessée est située à l'est du département des Hautes-Alpes.
| - OpenStreetMap Limite communale. |

Ses communes limitrophes sont :
| Vallouise-Pelvoux Puy-Saint-Vincent | Les Vigneaux           | Saint-Martin-de-Queyrières |
| Champoléon                          | L'Argentière-la-Bessée |                            |
| Freissinières                       |                        | La Roche-de-Rame           |

### Géologie, relief et hydrographie
Chef-lieu du canton de l'Argentiérois, recouvrant le pays des Écrins, situé aux confluents de la Gyronde, vallée de Vallouise, et du torrent du Fournel avec la Durance, à environ 1 000 m d'altitude.

### Voies de communication et transports

#### Voies routières
La commune est traversée par la route nationale 94 reliant Gap à Briançon, ainsi que par la route départementale 994e donnant accès aux stations du pays des Écrins (Puy-Saint-Vincent, Pelvoux).
Le territoire communal est également traversé par les routes départementales 104a et 138a.

#### Transports ferroviaires
La gare de L'Argentière-les Écrins, implantée sur la ligne de Veynes à Briançon, est desservie par les TER Provence-Alpes-Côte d'Azur reliant Marseille, Gap et Briançon ainsi que les Intercités de nuit de la ligne Austerlitz à Briançon.

#### Transports en commun
La région Provence-Alpes-Côte d'Azur est compétente en matière de transports interurbains et scolaires. La communauté de communes du Pays des Écrins assure néanmoins un service scolaire interne à la commune, ainsi qu'une navette marché au départ des communes de l'intercommunalité.

### Climat
Pour des articles plus généraux, voir Climat de Provence-Alpes-Côte d'Azur et Climat des Hautes-Alpes.
En 2010, le climat de la commune est de type climat des marges montargnardes, selon une étude du Centre national de la recherche scientifique s'appuyant sur une série de données couvrant la période 1971-2000. En 2020, Météo-France publie une typologie des climats de la France métropolitaine dans laquelle la commune est exposée à un climat de montagne ou de marges de montagne et est dans la région climatique Alpes du sud, caractérisée par une pluviométrie annuelle de 850 à 1 000 mm, minimale en été.
Pour la période 1971-2000, la température annuelle moyenne est de 8,6 °C, avec une amplitude thermique annuelle de 18,6 °C. Le cumul annuel moyen de précipitations est de 911 mm, avec 7,4 jours de précipitations en janvier et 6,2 jours en juillet. Pour la période 1991-2020, la température moyenne annuelle observée sur la station météorologique de Météo-France la plus proche, « Pelvoux », sur la commune de Vallouise-Pelvoux à 10 km à vol d'oiseau, est de 8,3 °C et le cumul annuel moyen de précipitations est de 928,7 mm. 
La température maximale relevée sur cette station est de 36,8 °C, atteinte le 23 août 2023 ; la température minimale est de −21,8 °C, atteinte le 7 mars 1971,,.
Les paramètres climatiques de la commune ont été estimés pour le milieu du siècle (2041-2070) selon différents scénarios d'émission de gaz à effet de serre à partir des nouvelles projections climatiques de référence DRIAS-2020. Ils sont consultables sur un site dédié publié par Météo-France en novembre 2022.

## Urbanisme

### Typologie
Au 1er janvier 2024, L'Argentière-la-Bessée est catégorisée bourg rural, selon la nouvelle grille communale de densité à 7 niveaux définie par l'Insee en 2022.
Elle appartient à l'unité urbaine de L'Argentière-la-Bessée, une unité urbaine monocommunale constituant une ville isolée,. Par ailleurs la commune fait partie de l'aire d'attraction de Briançon, dont elle est une commune de la couronne,. Cette aire, qui regroupe 15 communes, est catégorisée dans les aires de moins de 50 000 habitants,.

### Zonages d'études
Selon les zonages d'étude définis par l'Insee, L'Argentière-la-Bessée fait partie de la zone d'emploi de Briançon.
Elle est également la ville-centre d'un bassin de vie de huit communes.
L'unité urbaine de l'Argentière-la-Bessée ne comprend que cette commune.

### Occupation des sols
L'occupation des sols simplifiée de la commune est la suivante : espaces ouverts sans ou avec peu de végétation (38,5 %), milieux à végétation arbustive ou herbacée (32,1 %), forêts (23,9 %), zones urbanisées (2,2 %), prairies (2,1 %), zones agricoles hétérogènes (0,8 %), zones industrielles ou commerciales (0,5 %).
Le tableau ci-dessous présente l'occupation des sols détaillée de la commune en 2018, telle qu'elle ressort de la base de données européenne d’occupation biophysique des sols Corine Land Cover (CLC).
| Type d’occupation                                                                   | Pourcentage | Superficie (en hectares) |
| ----------------------------------------------------------------------------------- | ----------- | ------------------------ |
| Tissu urbain discontinu                                                             | 2,2 %       | 141                      |
| Zones industrielles ou commerciales et installations publiques                      | 0,5 %       | 31                       |
| Prairies et autres surfaces toujours en herbe                                       | 2,1 %       | 139                      |
| Systèmes culturaux et parcellaires complexes                                        | 0,1 %       | 6                        |
| Surfaces essentiellement agricoles interrompues par des espaces naturels importants | 0,7 %       | 44                       |
| Forêts de conifères                                                                 | 23,9 %      | 1 559                    |
| Pelouses et pâturages naturels                                                      | 19,4 %      | 1 270                    |
| Forêt et végétation arbustive en mutation                                           | 12,6 %      | 820                      |
| Roches nues                                                                         | 24,6 %      | 1 607                    |
| Végétation clairsemée                                                               | 13,9 %      | 904                      |
| Source : Corine Land Cover                                                          |             |                          |

### Planification de l'aménagement
Le plan local d'urbanisme a été approuvé par le conseil municipal le 12 avril 2018. Il remplace l'ancien plan d'occupation des sols arrêté en 1996.

### Risques naturels et technologiques
La commune est soumise à plusieurs risques : avalanche, feu de forêt, inondation, mouvement de terrain, radon (potentiel élevé), séisme (zone de sismicité de niveau 4) et transport de matières dangereuses. Elle dispose d'un document d'information communal sur les risques majeurs (DICRIM) et d'un plan communal de sauvegarde.
La commune est exposée au risque inondation du fait du passage de la rivière Durance, lieu principal des inondations de plaine dans le département. En 1928, la crue du Fournel a endommagé les usines et la voie ferrée.
L'ensemble du département des Hautes-Alpes est concerné par le risque sismique, pour la commune de L'Argentière-la-Bessée, il s'élève au niveau 4 selon la classification probabiliste de 2010. Le séisme le plus violent ressenti dans la commune a été ressenti le 27 novembre 1884, avec une intensité de VII.
La commune est soumise à un plan de prévention de ce risque par lave torrentielle, mouvement de terrain, avalanche ou par crue torrentielle ou à montée rapide de cours d'eau, prescrit le 27 juin 2001 et approuvé le 16 mars 2011.

## Toponymie
L'Argentière-la-Bessée depuis 1941, auparavant elle s'appelait simplement L'Argentière.
La mine de l'Argentière est signalée dès 1202 sous la forme de Castrum de Argenteria,  « château des mines d'argent » ou « château de (l')Argentière ».
La Bessée est un hameau proche de la mine, signalé sous la forme de La Bessa, La Bessaya,  ou la Bezeta.
En occitan alpin, la commune se nomme L'Argentièra e la Beçaa.
L'Argentière, du fait de la présence de minerai d'argent (mine du Fournel) ; en occitan, argentèria signifie « mine d'argent ».
La Bessée (la Beçaa), féminin de bes, en occitan beç, généralement retranscrit Bez en français, du bas latin becia ou betia, vient de betz ou bès, nom celtique du bouleau, désignant un lieu où poussent des bouleaux, fréquent comme nom de lieux et de hameaux.

## Histoire
La commune est issue de la fusion en 1791 des anciennes communes de L'Argentière, sur la rive droite de la Durance, et de La Bessée, sur la rive gauche, sur la route de Briançon.
Sur le territoire de la commune, des fouilles ont découvert une villa romaine à Champcella.

### Le village de La Bessée
Le village de La Bessée est connu depuis le XIIe siècle, il a été érigé en paroisse le 15 février 1843.
C'est dans ce village que se trouvaient les services administratifs, le juge, les notaires, le relais de poste et de diligence.
Cinq chanoines de la congrégation d'Oulx y desservaient un prieuré sous le vocable de Saint-Michel ; il semblerait que la maison adjacente à la sacristie de l'église actuelle fut le prieuré des chanoines d'Oulx. La chapelle Saint-Michel qui datait du Moyen Âge fut détruite au XIXe siècle pour permettre l'édification d'une église plus grande.
Dans le registre historique rédigé par le curé Lagier de l'Argentière, ce dernier fait allusion à l'existence d'un monastère de religieuses installé à La Bessée Haute à là même époque que les chanoines d'Oulx, c'est-à-dire dès le XIIe siècle. Mais le père Lagier ne précise pas de quelle congrégation il s'agissait ; la présence d'un couvent à La Bessée peut nous conduire à émettre une hypothèse sur l'étymologie de ce nom. Jusqu'au début du XXe siècle en effet, le nom de ce village s'écrivait L'Abessée ou L'Abbessé ; on retrouve cette écriture dans certains titres notariés, ainsi que dans le cadastre napoléonien. Ce nom pourrait donc provenir de la présence d'une abbaye de femmes dirigée par une mère supérieure, une abbesse.
D'autres ont avancé l'hypothèse que le nom de La Bessée venait de la présence de nombreux bouleaux appelés bessede ou bessedo ; il existe effectivement dans la région plusieurs lieux plantés de bouleaux appelés Les Besses, mais dans ce cas précis le terme est toujours au pluriel, de plus on dénombre peu de bouleaux à proximité du hameau.
Sur les limites du village et de Saint-Martin-de-Queyrières, existait le Pertuis Rostan, mur de rochers dans une faille duquel passait l'ancienne route. Pendant la plus grande partie du Moyen Âge, il servit de limite entre le Briançonnais et l'Embrunais

### La commune de L'Argentière

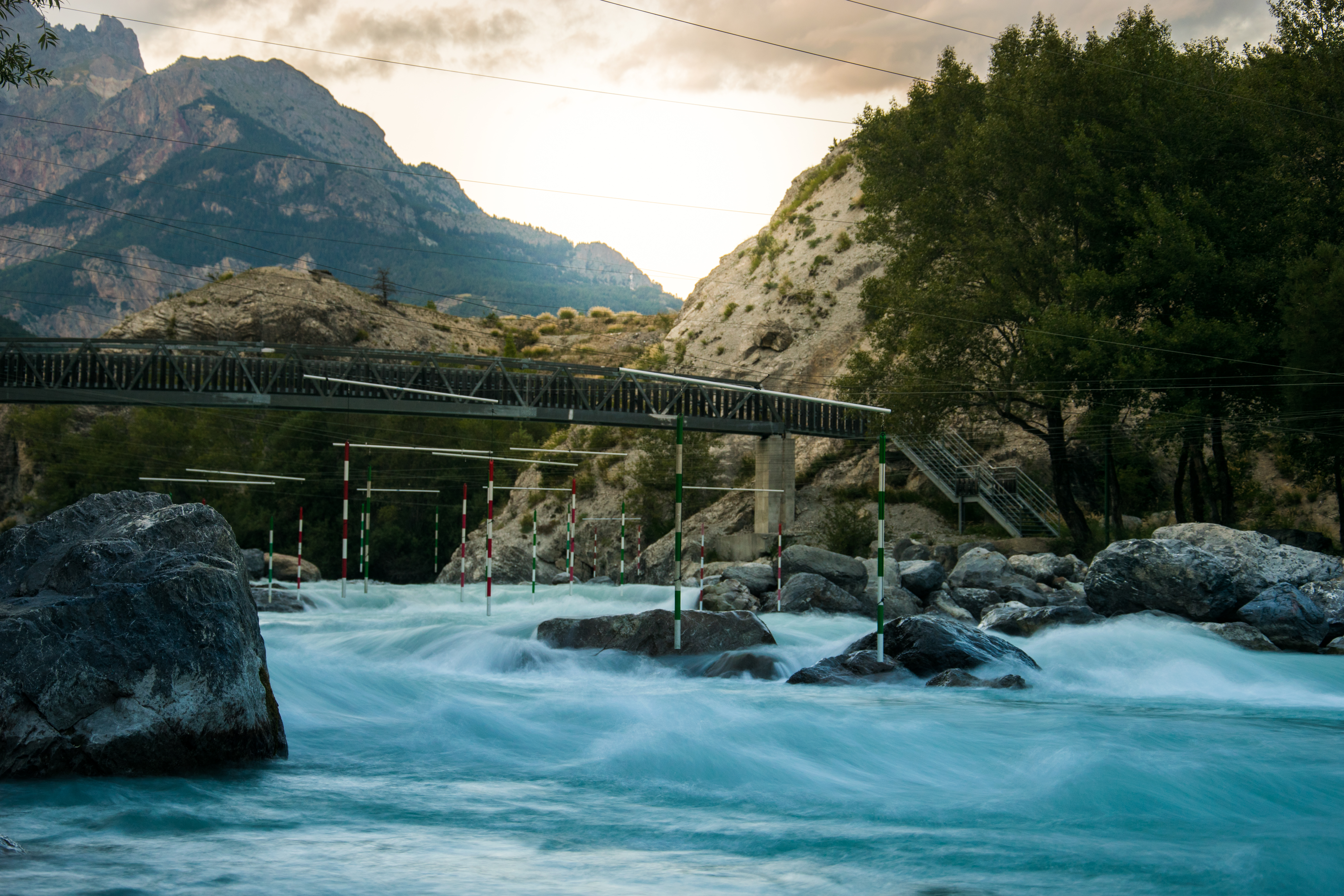
Stade de slalom de L'Argentière-la-Bessée.

La commune doit son nom aux mines d'argent qui étaient exploitées dès l'époque médiévale sur son territoire. Proche de l'entrée de la vallée de la Vallouise, à la porte du parc national des Écrins, et dominé par des sommets calcaires, dont celui de Montbrison (2 800 m). À l'ouest, le vallon du Fournel est un site réputé d'escalade sur cascades de glace.
La paroisse date du XIIe siècle et a été fondée probablement par Oulx. Des documents de 1208, 1266 et 1276 mentionnent l'existence de l'église Saint-Apollinaire.
Elle faisait partie anciennement du fief des Rame et le très ancien château dont on voit encore les vestiges, dans une situation particulièrement forte, au-dessus du village, doit avoir été construit par cette famille princière. Elle devint le chef-lieu du mandement lorsque la ville de Rame fut ruinée par les crues de la Durance, son mandement fut divisé en deux, celui de Pallon et celui de l'Argentière.
En 1155, le Dauphin se fit concéder par l’empereur germanique Frédéric Ier Barberousse, les mines des gorges du Fournel et s'empara de l'Argentière, rattachant ce bourg au Briançonnais. Cette concession fut renouvelée en 1238.
Le castrum de L'Argentière est mentionné depuis 1202, date à laquelle il est confié au dauphin Guigues André par le comte de Forcalquier, Guillaume II, en gage du mariage du dauphin et de la petite-fille du comte. Le dauphin est seigneur majeur du castrum et perçoit notamment une partie des revenus de la mine de cuivre argentifère. Un châtelain, les Auruce, originaires de cette région, représentant du dauphin, réside à l'Argentière dès 1246. Ceux-ci firent édifier dans la plaine un autre château et une chapelle, autour desquels se groupèrent les maisons du bourg primitif. Seize hameaux composaient ce bourg, ancienne résidence de seigneurs où différentes constructions se sont succédé : donjon s'élevant près des mines, transformé dès le Moyen Âge en château fort ; château seigneurial, dans la vallée, et enfin le château Saint-Jean.
En 1315 l'abbaye de Boscodon y détenait un hôpital. Aux XIIIe et XIVe siècles, le village principal se trouvait dans la grande enceinte repérée à Ville. De nombreux casales (exploitations rurales) étaient situés au pied du château, c'est-à-dire en contrebas du rocher. D'autres maisons étaient également établies à l'extérieur de l'enceinte, près des portes.
Au XIVe siècle, la famille Auruce vendit ses droits seigneuriaux à d'autres notables et c'est alors que fut bâti le troisième château de l'Argentière (XVe siècle) auprès de la chapelle de Saint-Jean.
À l'époque moderne, celle-ci s'est étendue du côté du pont de la Durance.

### Les Hospitaliers
L'ordre de Saint-Jean de Jérusalem possédait une petite commanderie dénommée dans les pouillés de 1208 : « preceptori Sancti Johannis de Gradibus Karuli ». L'emploi du terme « gradibus » reposerait sur le fait qu'à l'est de l'édifice, situé sur un promontoire, quelques marches descendaient en direction de la Durance, dont le lit au Moyen Âge était tout proche. Au XIXe siècle des historiens locaux évoquent la découverte de constructions environnantes, à appareil en arêtes de poisson. S'agissait-il des ruines de la maison hospitalière ? Les dispositions architecturales de Saint-Jean témoignent de l'attachement aux formes de la tradition lombarde. En 1266, le frère Raymond Chabaud est qualifié de « comendator dicti hospitalis gradus Karuli de Argenteria et hospitalis sancti Johannis de Ebreduno ».

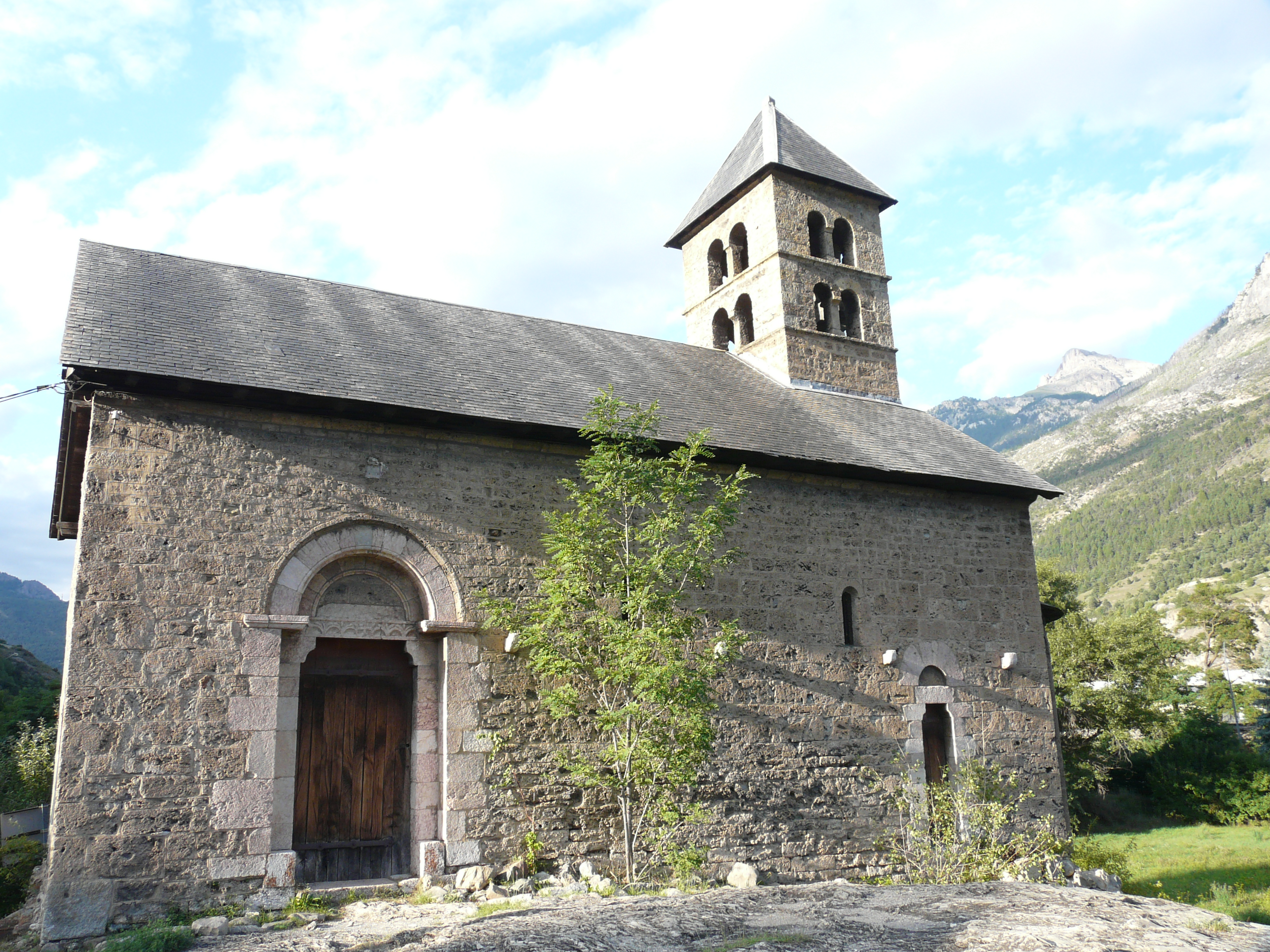
La chapelle Saint-Jean.

Il subsiste la chapelle de Saint-Jean, l'un des plus beaux édifices de l'architecture romane dans la région. Saint-Jean est composé d'une nef unique de trois travées, voûtées d'un berceau en plein cintre. Une abside semi-circulaire de 2,70 m de profondeur, voûtée en cul de four prolonge l'édifice à l'est. La largeur hors œuvre est de 5,80 m pour 13,40 m de longueur et l'épaisseur des murs varie entre 0,95 m et 1 m. Chaque travée reçoit la lumière par d'étroites fenêtres hautes en forme de meurtrières, fortement ébrasées : une à l'ouest, deux au sud, trois au nord, trois encore dans l'abside. Il existe deux accès au sud, dont le plus important a été aménagé plus tard et se situe dans l'axe de la baie opposée au nord. Sur le linteau que des sommiers soutiennent, prennent place une croix pattée et des motifs stylisés. Ces profils sont courants dans la région aux XVe et XVIe siècles. Le clocher est de section carrée avec des baies géminées aux deuxième et troisième étages ; il coiffe l'extrémité orientale de la nef. L'abside est surbaissée par rapport au corps de la chapelle et lui donne cette allure archaïque si typique.
La chapelle à l'origine en tuf blond, qui est dans la région un matériau traditionnel, a subi les méfaits de la pollution : ici et là l'appareil semble en être définitivement marqué. Les façades septentrionale et occidentale ne présentent pas un grand intérêt.
Sur la façade méridionale, sous les meurtrières, cinq modillons en tuf font saillie (il devait en exister un sixième), ils servaient de supports à un auvent en bois. Au sud encore, les baies plus récentes sont appareillées de moellons plus sobres et surmontées d'un élégant petit arc en plein cintre. Le chevet a davantage retenu l'attention des bâtisseurs. Bien que modeste, sur une voie de passage, il était bien visible par le pèlerin du Moyen Âge. La décoration y a été soignée, des ouvertures en « trompe-l'œil », où se mélangent des retraits dans l'appareil, se succèdent avec des espaces vides, des arcs en plein cintre. Les proportions du clocher carré parlent le langage d'une architecture discrète, mais qui veut se faire remarquer ! Ainsi toutes les baies sont géminées, c'est-à-dire double, sauf à l'est où elles sont triples.
À l'intérieur, les voûtes qui séparent les trois travées ont été refaites, tout comme les arcs en plein cintre et l'arc à double rouleau de l'abside. Les trois baies de l'abside malgré un air d'austérité dans leur facture, invitent à un recueillement dépouillé. Au-dessus d'elles, un fin cordon délimite l'espace entre les baies et la naissance de la voûte en cul de four. À la retombée des arcs en plein cintre qui délimitent les travées, un bandeau en pierres arasées épouse le mur. Dans ce pays de montagne, même le roc affleure dans le lieu saint ! Malheureusement Saint-Jean ne resplendit pas par sa décoration inférieure. Les colonnes engagées s'arrêtent à peu près à mi-hauteur du mur sur des culs de lampe terminés par une scotie et un boudin, et enfin en forme de trapèze inversé. Seuls, trois chapiteaux sur les huit sont dotés d'un astragale, mais les corbeilles sont plus récentes, du XIIIe ou du XIVe siècle. L'emploi de motifs végétaux en forme de palmettes, arabesques ou rinceaux, rappelle également des formes plus modernes. Un seul chapiteau à boutons paraît plus ancien.
À l'extérieur, sur le plan décoratif, le visiteur ne manquera pas de s'attarder plutôt à l'abside : elle est divisée par quatre colonnes engagées qui délimitent cinq pans. Des lésènes, qui composent treize arcatures, ont à leur retombée des culots ornés de masques humains ou d'animaux. Les baies axiales sont un peu décalées par rapport aux espaces réservés par les colonnes engagées. D'anciens clichés de 1908 montraient nettement la composition du matériau du bahut.
L’église comporte d’intéressants les protomés d'animaux (bovidé, cheval, loup ?) ou les visages humains aux rictus expressifs. L'un d'eux garde sa facture « lombarde » de diable, avec ses yeux saillants dans un espace évidé, le nez aplati, et la bouche grimaçante. Pour le XIIe siècle comme tout cela reste archaïque, mais si suggestif. Les structures de ce monument Modeste mais typique sont aussi un rappel et un hommage insistant à la Trinité. Ne retrouve-t-on pas dans toutes les parties de l'édifice cette présence symbolique marquée par trois travées, l'abside à trois baies, l'éclairage ternaire, le rythme d'arcades triplées au chevet ? L'empreinte lombarde est profonde, elle nous rappelle dans la rusticité de son vocabulaire, et la modestie avec laquelle elle s'est implantée aux portes du majestueux massif des Écrins, que le prestigieux modèle d'Embrun n'est pas éloigné.
La campagne de fouilles du côté de l'abside de la chapelle, en 2000 a permis la mise au jour de sept remarquables tombes rupestres avec plusieurs phases de remploi depuis le XIIe siècle jusqu'à l'époque moderne. Le mobilier archéologique associé est également remarquable : céramique et verre médiévaux, céramique décorée du XVIe siècle, éléments de parure ou de vêtement en bronze…

### XIXesiècle
L'activité minière redémarre dans la 2e moitié du XIXe siècle et le train arrive à l'Argentière dans les années 1880.

### XXesiècle

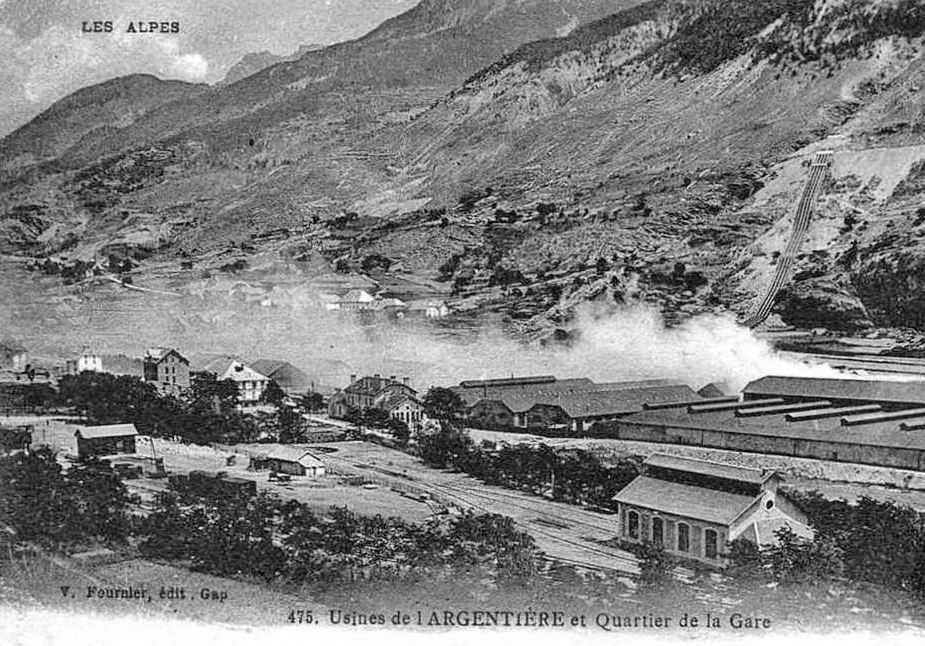
L'usine et le quartier de la Gare.

L'activité minière cesse au tout début du XXe siècle mais le relais est pris par la métallurgie de l’aluminium. C'est en 1909 que la centrale hydroélectrique de l'Argentière construite par François Gilbert Planche est mise en service pour la Société Électro-Métallurgique française (SEMF). Cette centrale électrique est construite pour l’électrolyse du minerai de bauxite pour produire de l'aluminium. Alimentée par quatre conduites forcées, dont deux autoportées pour le franchissement de la Durance, dotée de dispositions qui permettaient d'utiliser une hauteur de chute de 173 mètres, elle est à son inauguration en 1910 la plus puissante usine hydroélectrique d’Europe avec de 40 000 ch. Sa puissance est de 52 MW dès la création, mais l'énergie que la centrale fournit à l'usine se réduit en hiver au quart de ce qu'elle est en été.
L'usine d'aluminium est ouverte au moment du rachat du site en 1910 par la Société électrométallurgique de Froges (SEMF), devenue ensuite Pechiney lors de la fusion de 1921 avec la Compagnie des produits chimiques d'Alais et de la Camargue.

## Politique et administration

### Découpage territorial
L'Argentière-la-Bessée est le siège de la communauté de communes du Pays des Écrins, regroupant huit communes.

### Liste des maires
| Période          | Période          | Identité                          | Étiquette     | Qualité |
| ---------------- | ---------------- | --------------------------------- | ------------- | --- |
| 17 mai 1945      | 8 septembre 1957 | Aristide de Bardonnèche           | SFIO          | Instituteur Sénateur des Hautes-Alpes (1948 → 1957) Conseiller général de L'Argentière-la-Bessée (1945 → 1957) Ancien conseiller d'arrondissement Décédé en fonction |
| 6 octobre 1957   | 21 mars 1959     | Auguste Gérard                    |               | |
| 22 mars 1959     | 20 février 1986  | Pierre Giraud                     | DVG puis DVD  | Retraité de l'enseignement Conseiller général de L'Argentière-la-Bessée (1967 → 1985) Décédé en fonction |
| 24 avril 1986    | 20 mars 1989     | Auguste Toye                      |               | Éleveur |
| 20 mars 1989     | 29 juillet 2017  | Joël Giraud Fils de Pierre Giraud | PRG puis LREM | Administrateur civil Député des Hautes-Alpes (2e circ.) (2002 → 2020) Conseiller régional de Provence-Alpes-Côte d'Azur (2004 → 2014) Vice-président du conseil régional (2004 → 2014) 2e vice-président de la CC du Pays des Écrins (? → 2017) Démissionnaire en vertu de la loi sur le non-cumul |
| 29 juillet 2017  | 25 août 2021     | Patrick Vigne,                    | DVG           | Ancien photographe et éditeur, ancien premier adjoint 2e vice-président de la CC du Pays des Écrins (2020 → 2021) Réélu pour le mandat 2020-2026 Décédé en fonction |
| 7 septembre 2021 | En cours         | Alain Sanchez                     | DVG           | Retraité EDF, ancien premier adjoint 2e vice-président de la CC du Pays des Écrins (2021 → ) |

### Politique de développement durable
La commune a engagé une politique de développement durable en lançant une démarche d'Agenda 21.

## Équipements et services publics

### Eau et déchets
Le service de l'eau est géré en régie municipale.
L'usine désaffectée de Pechiney (fermée en 1987) a laissé un crassier de 60 000 m3 situé près des berges de la Durance. Il est contaminé par des fluorures. Une déchèterie communale s'y est installée en juin 1998, dans la zone industrielle des Sablonnières ; elle est gérée par la communauté de communes du Pays des Écrins,.
La collecte des déchets est assurée par le syndicat mixte de traitement des ordures ménagères du Guillestrois, du Queyras et de l'Argentiérois (SMITOMGA).

### Enseignement
L'Argentière-la-Bessée dépend de l'académie d'Aix-Marseille et compte quatre établissements scolaires.
Les élèves commencent leur scolarité dans l'une des deux écoles maternelles (de l'Église ou du Plan d'Ergue) puis à l'école élémentaire de La Bessée. Ils poursuivent au collège des Giraudes, géré par le conseil départemental des Hautes-Alpes.

### Santé
Géré par la communauté de communes, le pôle de la Durance de la Maison de santé du Pays des Écrins comprend trois médecins généralistes, un cabinet de kinésithérapie et d'ostéopathie, un cabinet de podologue-pédicure et un cabinet nomade.

## Population et société

### Démographie
L'évolution du nombre d'habitants est connue à travers les recensements de la population effectués dans la commune depuis 1793. Pour les communes de moins de 10 000 habitants, une enquête de recensement portant sur toute la population est réalisée tous les cinq ans, les populations de référence des années intermédiaires étant quant à elles estimées par interpolation ou extrapolation. Pour la commune, le premier recensement exhaustif entrant dans le cadre du nouveau dispositif a été réalisé en 2007.

En 2022, la commune comptait 2 278 habitants, en évolution de −0,65 % par rapport à 2016 (Hautes-Alpes : +0,4 %, France hors Mayotte : +2,11 %).
| 1793 | 1800 | 1806 | 1821 | 1831  | 1836  | 1841  | 1846  | 1851  |
| ---- | ---- | ---- | ---- | ----- | ----- | ----- | ----- | ----- |
| 982  | 782  | 910  | 946  | 1 196 | 1 225 | 1 233 | 1 256 | 1 330 |

| 1856  | 1861  | 1866  | 1872  | 1876  | 1881  | 1886  | 1891 | 1896 |
| ----- | ----- | ----- | ----- | ----- | ----- | ----- | ---- | ---- |
| 1 268 | 1 250 | 1 202 | 1 149 | 1 143 | 1 290 | 1 056 | 964  | 961  |

| 1901 | 1906 | 1911  | 1921  | 1926  | 1931  | 1936  | 1946  | 1954  |
| ---- | ---- | ----- | ----- | ----- | ----- | ----- | ----- | ----- |
| 977  | 957  | 1 383 | 1 611 | 1 871 | 1 911 | 1 671 | 2 008 | 2 110 |

| 1962  | 1968  | 1975  | 1982  | 1990  | 1999  | 2006  | 2007  | 2012  |
| ----- | ----- | ----- | ----- | ----- | ----- | ----- | ----- | ----- |
| 2 238 | 2 395 | 2 434 | 2 497 | 2 191 | 2 289 | 2 302 | 2 304 | 2 318 |

| 2017  | 2022  | - | - | - | - | - | - | - |
| ----- | ----- | - | - | - | - | - | - | - |
| 2 279 | 2 278 | - | - | - | - | - | - | - |

### Sports et loisirs

#### Équipements sportifs
Un stade de football, des courts de tennis, un skatepark, ainsi qu'une piscine — cette dernière étant gérée par la communauté de communes du Pays des Écrins — sont implantés sur le territoire communal.
Le stade d'eau vive Michel Baudry est aménagé depuis 1993 dans le lit naturel de la Durance.

#### Événements sportifs
Tous les ans a lieu le tout à blocs, une compétition d'escalade de blocs très connue en France. Cette rencontre a généralement lieu l'été.
Au mois de janvier, se déroule l'Ice Climbing Ecrins, une rencontre qui existe depuis 1980 et qui tourne autour de la cascade de glace.
Tous les ans des compétitions d'envergure nationale, voire internationale, de canoë-kayak sont organisées dans le stade Michel Baudry. En 2011, une manche de la coupe du monde de kayak de slalom a eu lieu ici. Le stade d'eau vive est un terrain d'entraînement des équipes de France.
En juillet 2015, les championnats de France de kayak de slalom et de kayak descente eurent lieu successivement au stade d'eau vive.
Le championnat du monde de rafting s'est déroulé ici en juin 2021.

## Culture locale et patrimoine

### Lieux et monuments

#### Les mines d’argent
L'origine du nom de la localité vient de la présence de mines de plomb argentifère. Dès l'an mille sont attestés d'importants sites d'extraction du minerai de plomb argentifère dans la vallée du Fournel. Leur agencement surprend pour l'époque : galeries de circulation, d'aération et d'écoulement. Prospère jusque dans les années 1870, elle est la plus importante et la mieux organisée du département, employant jusqu'à 500 ouvriers. Elle décline ensuite, et une ultime relance eut lieu de 1901 à 1908. Elle est reconnue sur le plan national pour la qualité de son minerai et ses performances (introduction de techniques nouvelles)[réf. souhaitée].

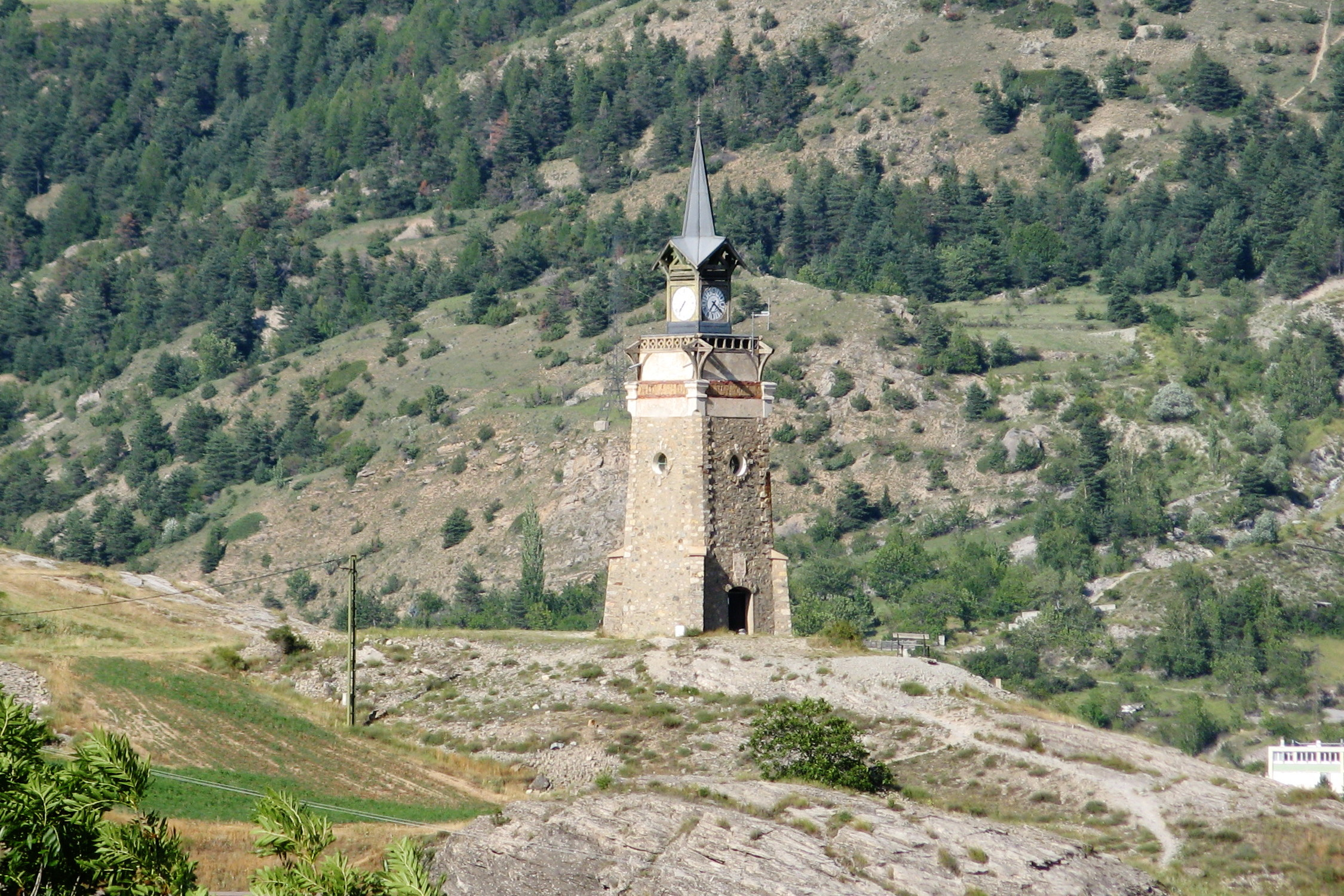
Horloge des Hermes

Depuis 1991, des fouilles archéologiques mettent au jour de vieilles machines et permettent une bonne approche des vestiges de la révolution industrielle. Le site, remarquable par son cadre physique et son histoire mouvementée, est en cours de valorisation. Des visites sont organisées, elles connaissent un succès croissant[passage promotionnel].

#### La Tour de l'Horloge
Construite dans l'axe de l'entrée des usines métallurgiques, la Tour de l'Horloge des Hermes est un témoignage de l'industrie florissante du début du XXe siècle.

#### L'église Saint-Apollinaire
Érigée sur la rive droite de la Durance à la fin du XVe siècle, elle est composée d'une nef unique, surmontée d'un clocher à flèche pyramidale.
Le portail principal s'ouvre sur la face sud. Le linteau, orné d'entrelacs gothiques, et les vantaux sont du XVIe siècle.
Les peintures murales du mur extérieur sud de l'abside datent de 1516. Elles figurent le thème des vertus, des vices et de leurs châtiments. L'église est classée monument historique en 1913 et 1933.

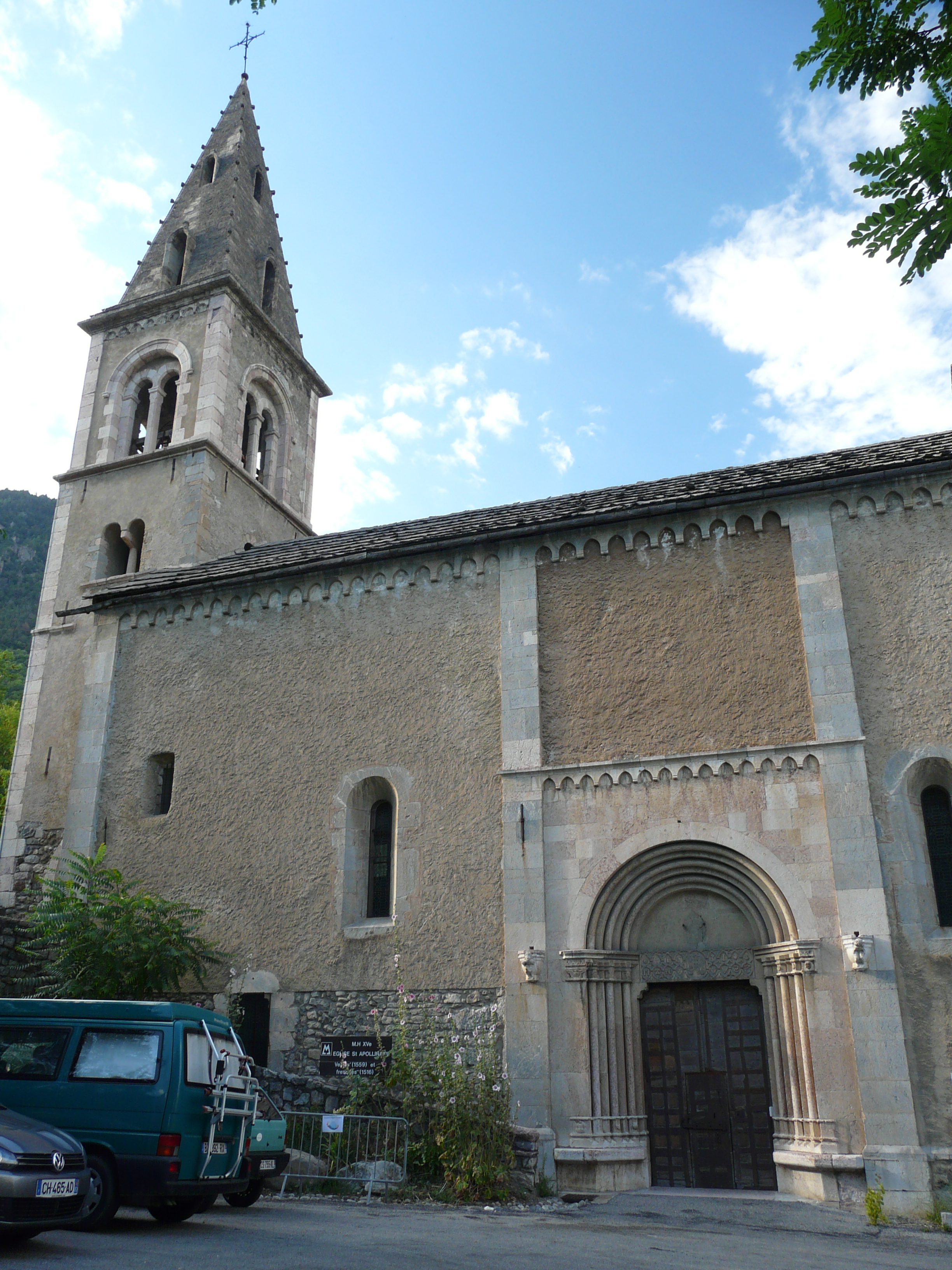
Face sud.
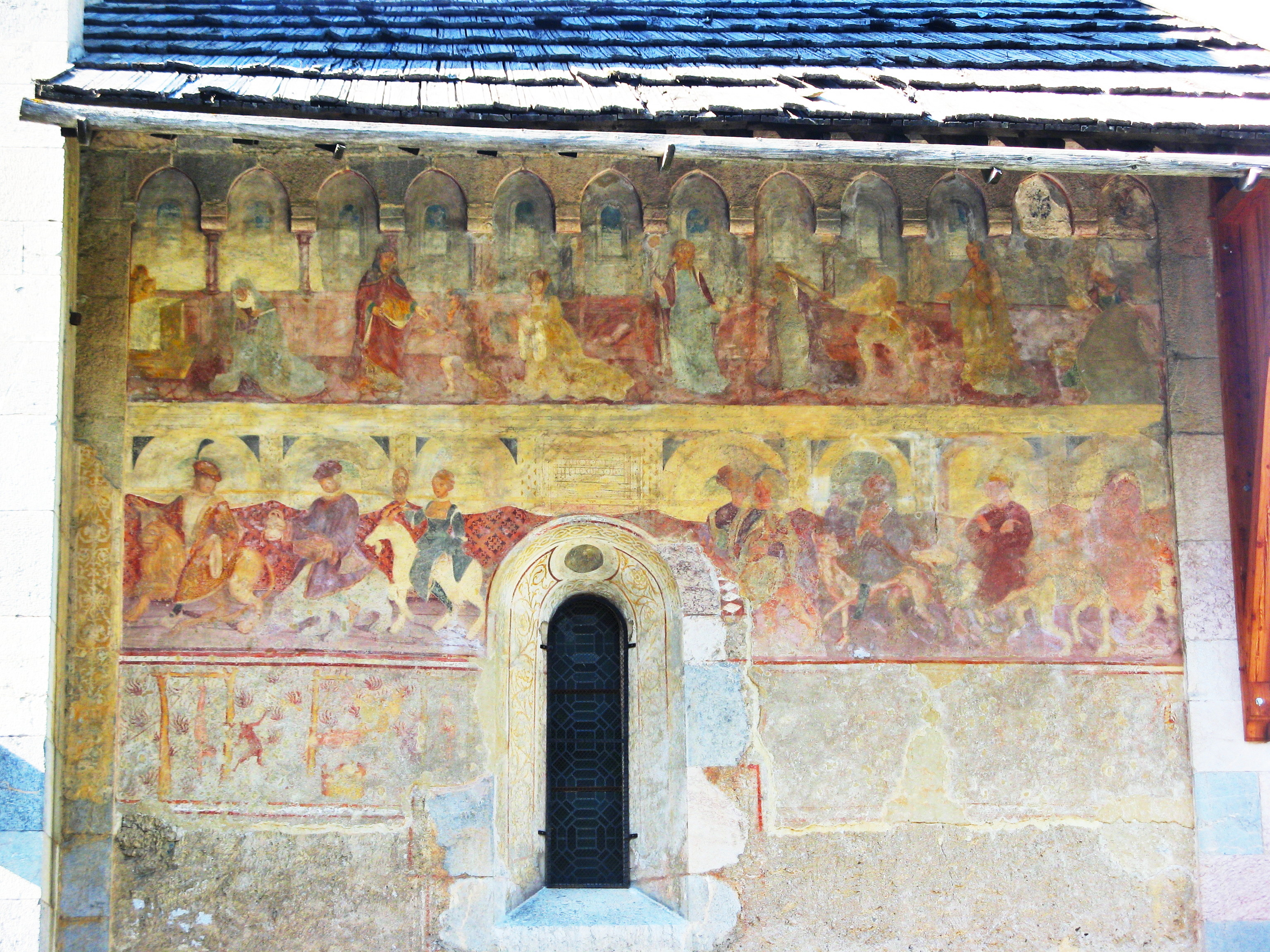
Peintures extérieures face sud.
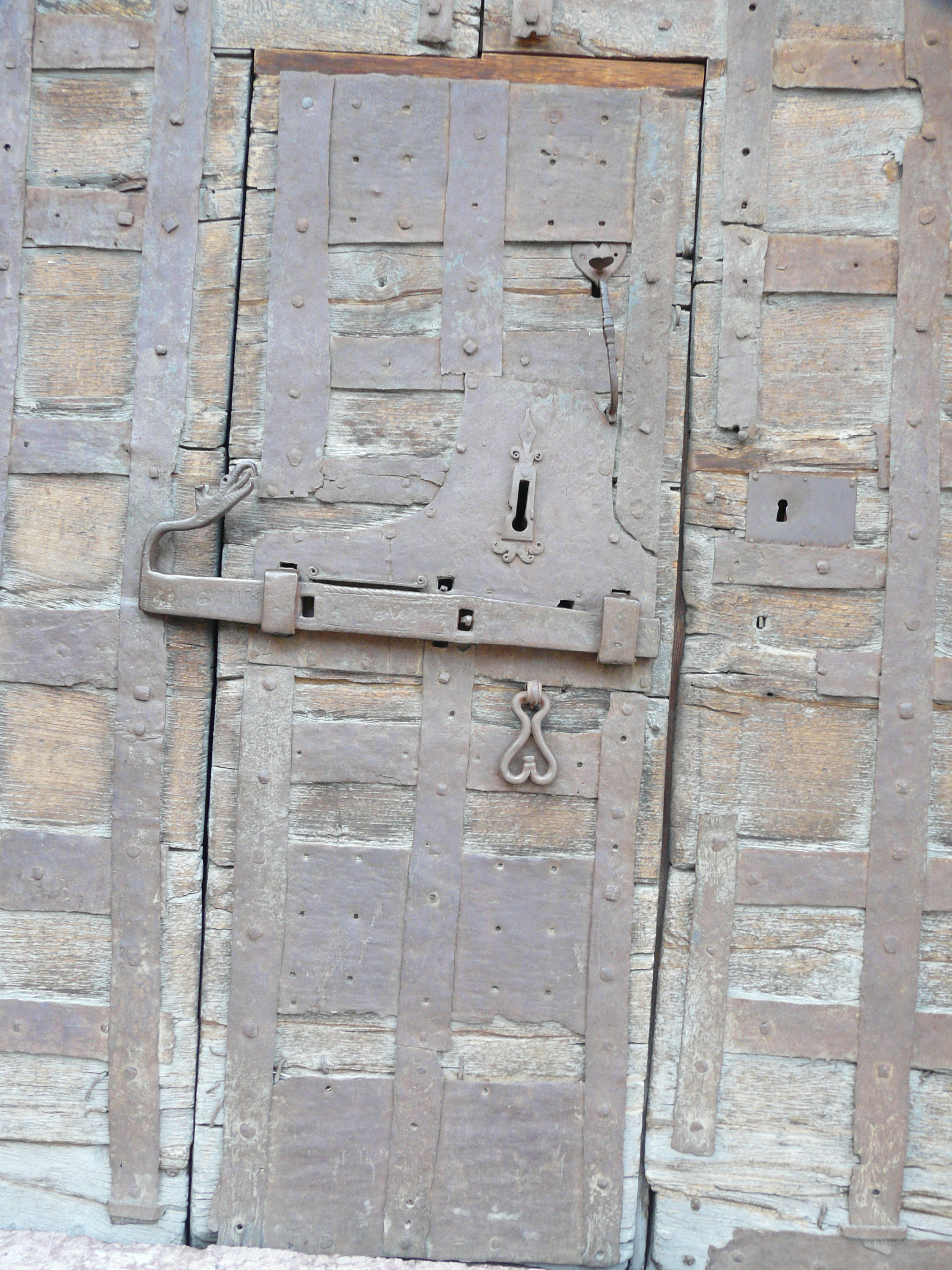
Portail principal.

#### La chapelle Saint-Jean
Datant du XIIe siècle, elle a été classée monument historique le 22 juillet 1886.

#### Le cellier de la maison Planche
Ce cellier est un témoignage du passé viticole de la région. Presser le vin relevait de pratiques individuelles et chaque famille possédait son pressoir, son cellier. Ce pressoir est du type pressoir à Martin ou pressoir à banc ou à long fût. Le principe a été utilisé pour la fabrication de l'huile d'olive, du cidre et du vin. Le cellier est inscrit au titre des monuments historiques en 1993.

#### Le Kiosque
Le kiosque de l’Argentière est un petit chapiteau rose dont se servent souvent les associations locales lors des fêtes telles que l'harmonie (l’Écho des glaciers), le 21 juin fête de la musique, le stand de Noël en période de fin d'année ou encore la vente de muguet le 1er mai… C'est un des nombreux symboles qui font de l’Argentière une petite ville accueillante.

### Patrimoine culturel
- Cinéma L'Eau Vive, géré par la communauté de communes du Pays des Écrins[50].
- École de musique Alain-Lefebvre, gérée par la communauté de communes du Pays des Écrins[51].

### Personnalités liées à la commune
- Aristide de Bardonnèche.
- André Lagarrigue, né à Aurillac (1924-1975), issu de Polytechnique, il prend contact avec la physique expérimentale en proposant ses services à l'équipe de recherche animée par son professeur, Louis Leprince-Ringuet. Celui-ci, décelant son goût naissant et ses solides qualités, l'incite à demander son détachement et à s'orienter vers la recherche scientifique. Lagarrigue participe alors à des expériences destinées à déterminer, au moyen de la chambre de Wilson, à L'Argentière-la-Bessée, la masse de la particule appelée alors méson m, actuellement nommée muon.
- En 1909, Gilbert Planche, ingénieur lyonnais construit la plus grande centrale hydroélectrique d'Europe à L'Argentière, dont il deviendra ensuite député.

### Héraldique
| Blason de Argentière-la-Bessée (L') | Blason  | D'azur à la truite d'argent, lorée et mitraillée de gueules, posée en barre, au chef bastillé aussi d'argent. |
| Blason de Argentière-la-Bessée (L') | Détails | Le statut officiel du blason reste à déterminer.                                                              |

La commune de L'Argentière, à laquelle est unie l'ancienne paroisse de La Bessée, sur l'autre rive de la Durance, a repris les armes des Auruce. Ces armes ont été adoptées par délibération du conseil municipal du 18 juin 1968.